# 魏以撒
魏以撒原名魏文祥，真耶稣教会领袖。
魏以撒为真耶稣教会创立者魏保罗独生子。北京崇文门内美以美会成美馆小学毕业。
1917年魏保罗在北京创建真耶稣教会，魏以撒加入工作。1919年魏保罗去世，魏以撒继续其父的工作，於華北各省傳道，以行“神迹奇事”的方式吸引了许多信徒，建立多处教會。1924年该教派南北分裂。1930年魏以撒在上海发表长约七千言的“本会发源见证”，促成南北合一。
1950年代初期，真耶稣教会作为中国自立教会，并未受到驱逐外国传教士的影响，仍处于活跃状态。1951年，魏以撒将真耶稣教会总会从南京北门桥鸡鹅巷迁至北京。1952年，真耶稣教会在北京召开第十二次全大，李正诚控制了总会，魏以撒被赶出总会，后被捕入狱。
魏以撒的儿子原名魏迎新，后改名魏雅各。